# Finale della UEFA Champions League 1995-1996
La finale della 41ª edizione della Champions League si tenne il 22 maggio 1996 allo stadio Olimpico di Roma tra la Juventus (Italia) e l'Ajax (Paesi Bassi).

## Le squadre
| Squadre  | Partecipazioni precedenti (il grassetto indica la vittoria) |
| -------- | ----------------------------------------------------------- |
| Ajax     | 5 (1969, 1971, 1972, 1973, 1995)                            |
| Juventus | 3 (1973, 1983, 1985)                                        |

## Il cammino verso la finale

I due capitani di Juventus e Nantes-Atlantique, Vialli e Ferri, nel corso della semifinale di andata a Torino.

La Juventus di Marcello Lippi, che si riaffaccia alla competizione dopo nove anni, supera come prima classificata la fase a gironi, nella quale è stata inserita nel gruppo C insieme ai tedeschi del Borussia Dortmund, ai rumeni della Steaua Bucarest e agli scozzesi dei Rangers.
Ai quarti i Bianconeri incontrano gli spagnoli del Real Madrid, ribaltando con il successo per 2-0 di Torino la sconfitta per 0-1 patita in precedenza a Madrid. In semifinale i piemontesi estromettono i francesi del Nantes-Atlantique, grazie alla vittoria per 2-0 nell'andata al Delle Alpi e all'ininfluente sconfitta per 2-3 nel ritorno alla Beaujoire.
L'Ajax di Louis van Gaal, detentore del trofeo, guadagna il primo posto nella fase a gironi, nella quale è stata inserita nel gruppo D composto dal Real Madrid, dagli ungheresi del Ferencváros e dagli svizzeri del Grasshoppers.
Ai quarti gli olandesi superano il Borussia Dortmund con un risultato complessivo di 3-0. In semifinale i greci del Panathīnaïkos vengono eliminati grazie al 3-0 nella sfida di ritorno allo stadio Olimpico Spyros Louīs, dopo la sconfitta per 0-1 dell'andata all'Olympisch Stadion.

## La partita
La Juventus, finalista di Coppa UEFA la stagione precedente, torna in finale di Coppa dei Campioni-Champions League per la quarta volta, a undici anni dalla sua precedente apparizione nonché, fin lì, unica affermazione: proprio quella sfida, oscurata dalla strage dell'Heysel, offre ai bianconeri il maggiore stimolo per provare finalmente a festeggiare, come nelle parole del vicepresidente juventino Roberto Bettega, una «vera» vittoria.
Dall'altra parte l'Ajax, campione uscente, si affida a un gruppo che seppur rinnovato e a tratti ancora acerbo, nei mesi precedenti ha già dimostrato il proprio valore conquistando un quadruple, e che limitatamente alla Champions League vanta una grande invulnerabilità, con una sola sconfitta nei precedenti venti incontri.

L'ajacide Litmanen batte il portiere juventino Peruzzi e sigla il gol del pareggio, sotto lo sguardo dell'altro juventino Ferrara.

L'avvio è appannaggio della Juventus, anche per via di una certa tensione che blocca alcuni giovani elementi dell'Ajax, portandoli in questa fase a commettere vari e ingenui errori. La gara si sblocca al 13' quando il difensore biancorosso Frank de Boer si esibisce in un maldestro colpo di testa in ripiegamento, che permette all'attaccante juventino Fabrizio Ravanelli d'incunearsi lestamente tra lo stesso de Boer e il portiere Edwin van der Sar in uscita, e nonostante la posizione molto angolata oltreché il tentativo di salvataggio di Sonny Silooy, d'insaccare in scivolata per il vantaggio bianconero.
La rete subìta desta l'Ajax che si ricompone e inizia a spingere verso la metà campo avversaria, sfruttando la sua maggiore forza fisica, rendendosi pericoloso in particolar modo su palla inattiva: dapprima, su azione di calcio d'angolo, Nwankwo Kanu costringe l'estremo difensore bianconero Angelo Peruzzi a un grande intervento che nega il pareggio agli olandesi; un gol solo rimandato poiché al 41' la retroguardia juventina si lascia sorprendere sugli sviluppi di un calcio di punizione dal limite dell'area, con un incerto Peruzzi stavolta non esente da colpe, il quale riesce solo a smanacciare una palla che ricade così tra i piedi del fantasista ajacide Jari Litmanen, autore del pari con un facile tap-in sottorete.

Il numero uno juventino Peruzzi, decisivo nel vittorioso epilogo ai rigori con due parate, viene festeggiato dal compagno di squadra Del Piero.

Le due squadre vanno all'intervallo sull'1-1, punteggio che rimane invariato anche nella seconda frazione di gioco, più avara di emozioni, e dove si segnala unicamente una nitida occasione per il capitano dei torinesi, Gianluca Vialli, il quale da posizione molto favorevole calcia sull'esterno della rete, e un'altra non sfruttata da Angelo Di Livio.
La sfida si prolunga quindi ai tempi supplementari, risoltisi in un nulla di fatto nonostante un'occasione non sfruttata dal fantasista bianconero Alessandro Del Piero nella seconda frazione, consegnando l'esito della finale ai tiri di rigore: nella serie dal dischetto i calciatori juventini sono infallibili, mentre tra gli amsterdamiani risultano decisivi gli errori di Edgar Davids e Silooy, le cui conclusioni vengono entrambe respinte da Peruzzi; realizzando il suo tentativo, Vladimir Jugović consegna alla Juventus il suo secondo titolo nella competizione.
Con questa vittoria, inoltre, Vialli entra nella ristretta cerchia dei giocatori vincitori di tutte e tre le competizioni confederali stagionali, diventando il primo tra gli attaccanti a farlo.

## Tabellino
| Arbitro: | Manuel Díaz Vega |

|                                 |                      |                                   |
| Litmanen 41’                    | Marcatori            | 13’ Ravanelli                     |
| Davids Litmanen Scholten Silooy | Tiri di rigore 2 – 4 | Ferrara Pessotto Padovano Jugović |

| Ajax | Juventus |

|                 |    |                    |     |     |
|                 |    |                    |     |     |
| P               | 1  | Edwin van der Sar  |     |     |
| D               | 2  | Sonny Silooy       |     |     |
| D               | 3  | Danny Blind        | 83’ |     |
| D               | 4  | Frank de Boer      |     | 69’ |
| D               | 5  | Winston Bogarde    |     |     |
| C               | 6  | Ronald de Boer     |     | 91’ |
| A               | 7  | Finidi George      | 22’ |     |
| C               | 8  | Edgar Davids       |     |     |
| A               | 9  | Nwankwo Kanu       |     |     |
| C               | 10 | Jari Litmanen      |     |     |
| A               | 11 | Kiki Musampa       |     | 46’ |
| A disposizione: |    |                    |     |     |
| P               | 12 | Fred Grim          |     |     |
| C               | 13 | Arnold Scholten    |     | 69’ |
| C               | 14 | Dave van den Bergh |     |     |
| A               | 15 | Patrick Kluivert   |     | 46’ |
| C               | 16 | Nordin Wooter      | 92’ | 91’ |
| Allenatore:     |    |                    |     |     |
| Louis van Gaal  |    |                    |     |     |

| P               | 1  | Angelo Peruzzi        |      |     |
| D               | 2  | Ciro Ferrara          |      |     |
| D               | 3  | Gianluca Pessotto     |      |     |
| D               | 4  | Moreno Torricelli     | 102’ |     |
| D               | 5  | Pietro Vierchowod     |      |     |
| C               | 6  | Paulo Sousa           |      | 57’ |
| C               | 7  | Didier Deschamps      | 87’  |     |
| C               | 8  | Antonio Conte         |      | 44’ |
| A               | 9  | Gianluca Vialli       |      |     |
| A               | 10 | Alessandro Del Piero  |      |     |
| A               | 11 | Fabrizio Ravanelli    |      | 77’ |
| A disposizione: |    |                       |      |     |
| P               | 12 | Michelangelo Rampulla |      |     |
| D               | 13 | Sergio Porrini        |      |     |
| C               | 14 | Vladimir Jugović      | 50’  | 44’ |
| C               | 15 | Angelo Di Livio       | 106’ | 57’ |
| A               | 16 | Michele Padovano      |      | 77’ |
| Allenatore:     |    |                       |      |     |
| Marcello Lippi  |    |                       |      |     |